# Petardo (arma)

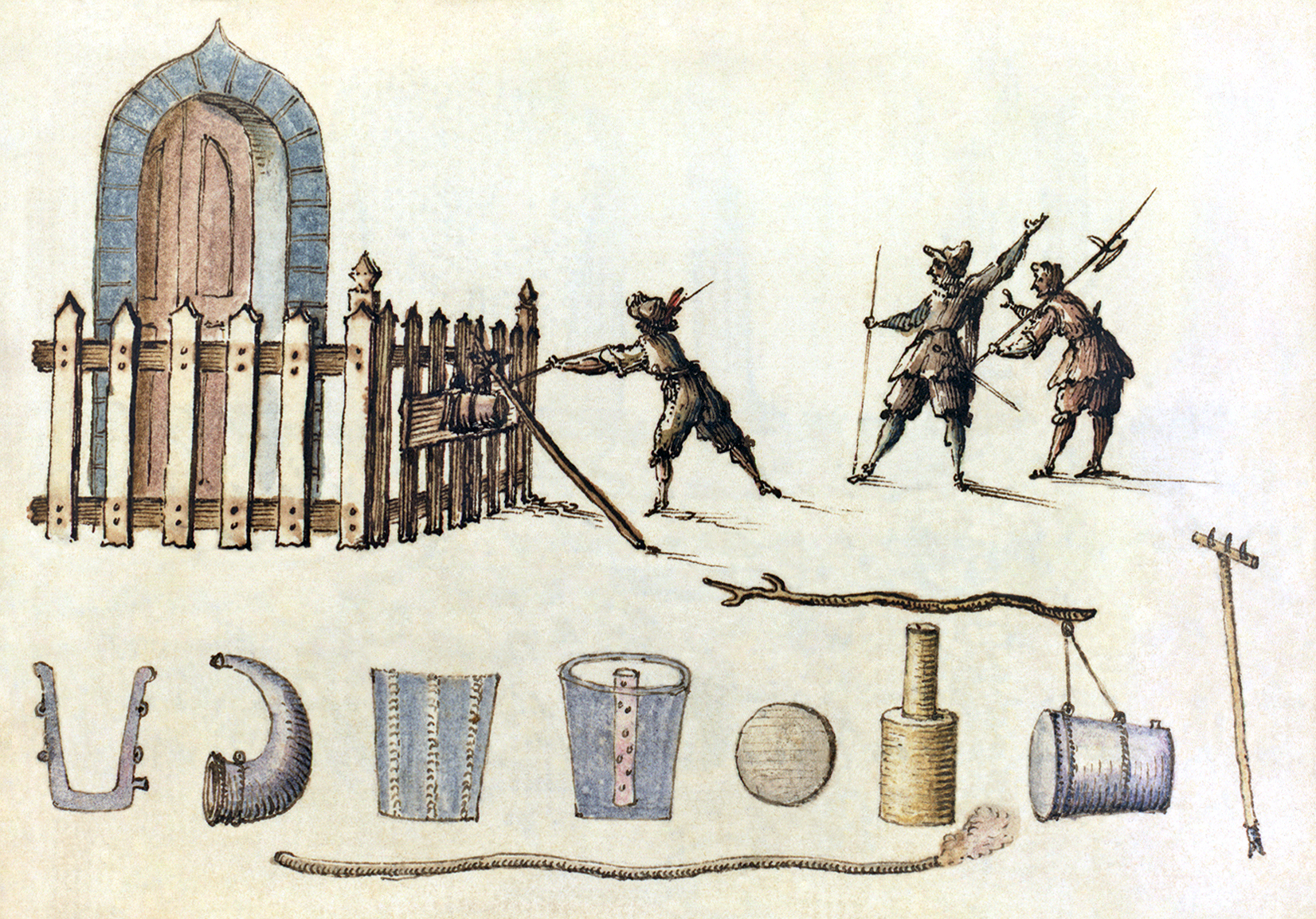
Ejemplos de petardos.

Un petardo era un arma de fuego en forma de un grueso morterete de bronce, cuya figura es la de un cono truncado con un agujero en el centro de la tapa o lado menor para que le sirviera de fogón.
Se afianzaba por la boca o lado mayor a una gruesa plancha también de bronce, por la que después de cargado se sujetaba a la puerta de una plaza, a un puente levadizo, a una barrera, etc. Se le daba fuego por medio de una espoleta que se introducía a fuerza de mazo en el fogón a fin de hacerlas saltar con la explosión. El petardo se cargaba con doble pólvora apisonada de la que contendría si estuviese sin comprimirla, tapándola con unos gruesos cartones y una cubierta de madera del mismo tamaño de la boca. Sobre esta, se colocaba una cama de estopas y pez y se cubría el todo con un fuerte lienzo encerado. 
También servían los petardos en las contraminas para penetrar y romper os ramales y galerías del contrario y ventarlas.